# Maurice Guillemot
Maurice Guillemot, né le 28 novembre 1859 à Paris et mort le 12 juillet 1931 à Neuilly-sur-Seine, est un journaliste et critique d’art français.

## Biographie
Guillemot a d’abord été romancier. Son premier volume pour lequel Dumas fils a écrit une préface, Les Lettres d’un amant, a paru dans le Figaro. Les livres ont ensuite succédé aux livres, tous très remarqués, Amour et Deuil, Fleur de mimosa, la Mort de Pierrot.
Il s’est ensuite consacré au journalisme, débutant au Figaro en 1878. Il y a inventé les enquêtes, ces interviews auprès des célébrités contemporaines. Ses Villégiatures d’artistes ont ainsi fait pénétrer les lecteurs dans les demeures d’Alphonse Daudet, de François Coppée, d’André Theuriet, d’Émile Zola, de Victorien Sardou. Ces tableaux peints sur le vif retracent l’histoire des écrivains d’autrefois. Plus que des esquisses, des instantanés, ce sont des études littéraires et artistiques parfaites.
Amoureux de Paris, du boulevard, de son mouvement et de sa vie, il a produit des Minutes parisiennes restées comme un document des dernières années du XIXe siècle. En art, il a été précurseur, louant Chéret et Rodin avant tous les autres. Il s’est ensuite consacré tout entier, à l’art français. Président fondateur de la Société internationale d’aquarellistes, il organisait chaque année à Bagatelle des expositions dont le succès était éclatant. Membre de la commission de perfectionnement des Gobelins, il a également donné une impulsion nouvelle à cette  manufacture de tapisseries séculaires.
Il collaborait à des centaines de journaux et revues, le Gaulois, La Petite République, le Petit Parisien, La Liberté, l’Illustration, Gil Blas et le Charivari. À l’époque des Hydropathes, il écrivait dans la Revue moderne et naturaliste, le Panurge, et donna ensuite quelques textes dans le Pierrot. Il a publié un portrait d’Émile Goudeau dans le Parisien du 21 avril 1888, alors qu’il dirigeait ce journal.
Modeste, ennemi de toute réclame et de tout tapage, mais un homme de talent, un « homme de bien », comme disait le XVIIIe siècle, il a été aussi un poète gracieux et un dramaturge applaudi mais, sa prose éparse n’ayant jamais été concentrée dans une seule œuvre, sont talent, réel, a cédé le pas à sa carrière de journaliste obligé d’affronter le quotidien.

## Publications

### Articles
- Entr’actes de pierres  (ill. eaux-fortes de Eugène Béjot), Paris, H. Floury, 1899, 35 p., ill. ; in-4° (lire en ligne sur Gallica).
- Minutes parisiennes, Paris, Paul Ollendorff, 1901, lire sur Gallica.
- Villégiatures d’artistes, Paris, Ernest Flammarion, 1897, 260 p., 1 vol. pl. ; 19 cm (lire en ligne sur Gallica).

### Ouvrages
- Lettres d’un amant, Paris, Édouard Dentu, 1889, xvii-231, in-18 (OCLC 457450572, lire en ligne).
- La Mort de Pierrot, Paris, Édouard Dentu, 1889, 131 p., in-8°, fig. et pl. (OCLC 457450586, lire en ligne sur Gallica)
- Villégiatures d’artistes, Paris, Ernest Flammarion, 1897, 260 p., 1 vol. : pl. ; 19 cm (OCLC 852134252, lire en ligne sur Gallica).
- Amour et Deuil, Paris, Édouard Dentu, 1890, 312 p., in-18 (OCLC 457450559, lire en ligne).
- Fleur de mimosa.
- La misère d'une femme Les romans modernes, date inconnue, 128 pages

## Réception critique
« Les pages que Guillemot consacra à Carpeaux, à Rodin, à Puvis de Chavannes, Henri Guérard, Jeanniot, Willette, Rops, Chéret, sont de tout premier ordre. Je ne parle ici que pour mémoire des nombreuses préfaces de catalogues qu’il signa ; Guillemot était l’ami des artistes, et j’en vis plus d’un qu’il obligea discrètement. »

— Louis Vauxcelles

« Un chercheur affiné de style. »

— Jean Aicard

« Un beau courage, une grande dignité, un vrai talent. »

— Maurice Montégut